# Браунау-ам-Инн (округ)
Браунау (нем. Bezirk Braunau) — округ в Австрии. Центр округа — город Браунау-ам-Инн. Округ входит в федеральную землю Верхняя Австрия. Занимает площадь 1040,38 кв. км. Население 95 189 чел. Плотность населения 91 человек/кв.км.

## Административные единицы
Города
1. Браунау-ам-Инн (16 372)
2. Маттигхофен (5 087)
3. Альтхайм (4 875)

Ярмарки
1. Аспах (2 339)
2. Хельпфау-Уттендорф (3 243)
3. Мауэркирхен (2 297)
4. Остермитинг (2 880)
5. Эггельсберг (2 105)

Общины
1. Ауэрбах (504)
2. Бургирхен (2 546)
3. Фельдкирхен-Маттигхофен (1 829)
4. Франкинг (845)
5. Геретсберг (1 063)
6. Гильгенберг-на-Вайльхарте (1 221)
7. Хайгермос (545)
8. Ханденберг (1 329)
9. Хохбург-Ах (2 978)
10. Хёнхарт (1 397)
11. Йегинг (595)
12. Кирхберг-Маттигхофен (1 008)
13. Ленгау (4 411)
14. Лохен (2 317)
15. Мариа-Шмольн (1 271)
16. Мининг (1 166)
17. Мосбах (916)
18. Мосдорф (1 388)
19. Мундерфинг (2 680)
20. Пальтинг (867)
21. Перванг-ам-Грабензее (718)
22. Пфаффстет (948)
23. Пишельсдорф-на-Энгельбахе (1 641)
24. Поллинг (919)
25. Росбах (943)
26. Санкт-Георген-на-Фильманнсбахе (399)
27. Санкт-Йохан-на-Вальде (2 064)
28. Санкт-Панталеон (3 054)
29. Санкт-Петер-на-Харте (2 394)
30. Санкт-Радегунд (580)
31. Санкт-Файт (366)
32. Шальхен (3 510)
33. Шванд (846)
34. Тарсдорф (1 938)
35. Тройбах (749)
36. Ибераккерн (590)
37. Венг (1 389)